# Futebol no Equador
Dois irmãos, Juan Alfredo e Roberto Wright, são os responsáveis pela chegada do futebol ao Equador. Eles levaram a primeira bola ao país e demonstraram no Club Deportivo Guayaquil. O primeiro jogo oficial aconteceu um ano depois, em 1900.

## Campeonato Equatoriano
O Campeonato Equatoriano de Futebol é a principal competição entre clubes de futebol do Equador. A primeira edição da disputa ocorreu em 1957 e o Club Sport Emelec foi o campeão. Participam da primeira divisão dez clubes. O campeonato é disputado em duas fases: a primeira os dez clubes jogam entre si em turno e returno. A segunda os seis melhores jogam entre si em turno e returno.

## Seleção Equatoriana
É controlada pela Federación Ecuatoriana de Fútbol. É atualmente uma grande equipe que vem evoluindo sistematicamente ao longo dos últimos anos, tendo disputado os Mundiais de 2002 e 2006 neste período. A melhor colocação em uma Copa América foi um quarto lugar, em 1993, além do quarto lugar no Sul-Americano extra de 1959.
Na Copa da Alemanha, o Equador chegou às oitavas-de-final, sendo eliminado pela Inglaterra, com gol de David Beckham.

### Principais jogadores
- Pintu
- Agustín grajaú
- Claylton Monteiro
- Cristian Mora
- Ulises de la Cruz
- David Quiróz
- Edmundo Zura
- Fricson George
- Néicer Reasco
- Pablo Palacios
- Pedro Quiñónez
- Holger Quiñónez
- Renán Calle

## Seleção Equatoriana Feminina
A Seleção Equatoriana de Futebol Feminino representa o Equador no futebol feminino internacional.

## Histórico em Copas do Mundo (até2002)
O Equador disputou sua primeira Copa do Mundo em toda história na última edição do torneio, em 2002, na Coréia do Sul e Japão. A participação foi fraca, sendo eliminada na primeira fase. O time somou uma vitória, contra a Croácia, e duas derrotas, diante de Itália e México. A grande estrela daquela seleção era o meia Alex Aguinaga.
O Equador irá voltar a disputar uma copa em 2006, na Alemanha, mas, apesar da boa campanha feita nas eliminatórias sul-americanas, os equatorianos não têm grande expectativa na competição.
- Histórico nas Copas
  - Partidas: 3
  - Vitórias: 1
  - Empates: 0
  - Derrotas: 2
  - Gols pró: 2
  - Gols contra: 4
- Partidas disputadas
  - 2002 - Equador 0 x 2 Itália
  - 2002 - Equador 1 x 2 México
  - 2002 - Equador 1 x 0 Croácia

## Principais Clubes do Equador
São apontados pela mídia como "Los cuatro grandes clubes del Ecuador", Barcelona de Guayaquil, Emelec, El Nacional e LDU Quito.
A Liga Deportiva Universitaria (LDU) sagrou-se campeã da Copa Libertadores da América, a principal competição continental, da Copa Sul-Americana, a segunda, e também da Recopa Sul-Americana, cruzamento entre os campeões das duas competições.
Foram vice-campeões da Copa Libertadores o Barcelona e o Independiente del Valle, esse último, campeão da Copa Sul-Americana.
Os clubes mais vezes campeões nacionais são Barcelona, Emelec, El Nacional, LDU e Deportivo Quito, nessa ordem.
Nove clubes destacados nacionalmente:
- Barcelona Sporting Club
- Centro Deportivo Olmedo
- Independiente del Valle
- Club Deportivo El Nacional
- Club Social y Deportivo Macará
- Club Sport Emelec
- Delfín Sporting Club
- Liga Deportiva Universitaria
- Sociedad Deportivo Quito

## Principais estádios
Os principais estádios do Equador tem capacidade para pelo menos 35.000 espectadores, chegando a mais de 57.000.
- Estádio Casablanca
- Estádio George Capwell
- Estádio Modelo Alberto Spencer
- Estádio Monumental Isidro Romero Carbo
- Estádio Olímpico Atahualpa